# ويليام إس. ألين
ويليام إس. ألين (بالإنجليزية: William S. Allen)‏ هو سياسي أمريكي، ولد في 1888، وتوفي في 1951. حزبياً، نشط في الحزب الجمهوري. وقد انتخب عضو مجلس ولاية آيوا.